# Desoutter Tools

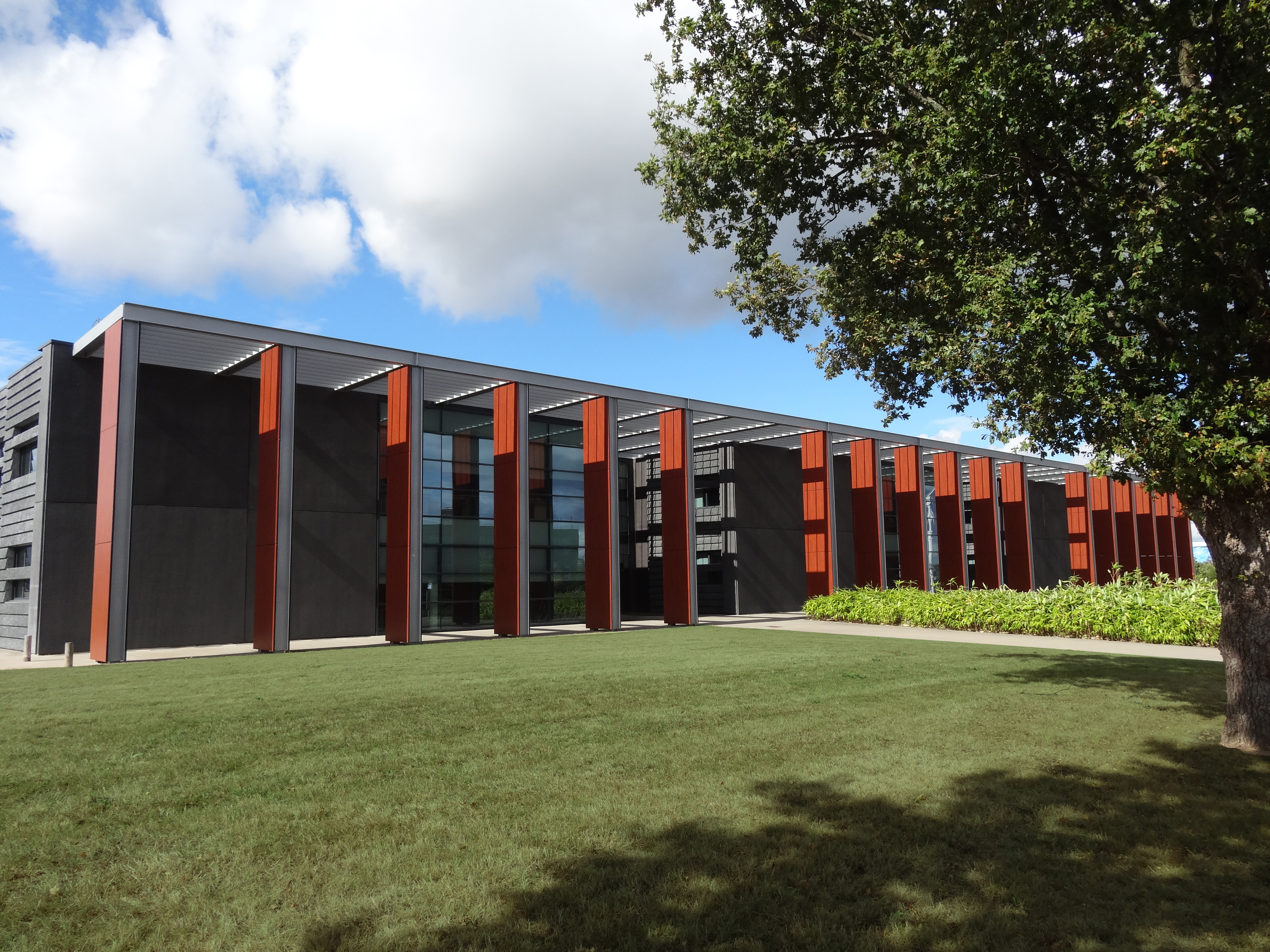
Sede central de Desoutter Tool, Saint-Herblain, France, 2012

Desoutter Industrial Tools es una empresa fundada en 1914, cuya sede central se encuentra en Francia y que se dedica a la fabricación industrial de herramientas eléctricas y neumáticas. Sus productos y servicios se venden en más de 170 países, a través de 20 unidades de negocio. Desoutter Tools trabaja en ámbitos como el sector aeroespacial, la industria de la automoción, industria ligera y vehículos pesados, vehículos todoterreno y la industria en general.
Desoutter Tools ha ido incorporando las empresas francesas Georges Renault (1989) y Seti-Tec (2011), la estadounidense Tech-motive (2005) y la sueca Scan Rotor (2004).

## Historia

### Origen
Marcel Desoutter, uno de los cinco hermanos Desoutter, era piloto. Cuando perdió una pierna en un accidente aéreo, recibió una «incómoda prótesis de madera». Su hermano Charles lo ayudó a recuperar movilidad, diseñando un prototipo de una nueva pierna artificial de duraluminio. Fue la primera pierna de metal de la historia. Era más ligera y fácil de mover que las prótesis de madera, y Marcel pudo volver a volar el año siguiente.
Esta innovación fue acogida con interés por otras personas que necesitaban una pierna artificial ligera y fue el motivo de que se creara la Desoutter Company, bajo la dirección de Marcel Desoutter.

### Líneas de productos
Desde el principio, Desoutter tuvo que desarrollar herramientas neumáticas específicas para asegurar que los componentes de aluminio de las prótesis se taladraran con eficacia.
A través de los múltiples avances y ajustes de la producción, la empresa fue adquiriendo experiencia en este campo, lo que la llevó a decidir, en la década de 1950, que iba a ser su único negocio

### Logotipo
La idea original del símbolo se debe a Charles Cunliffe, que dirigió el departamento de publicidad de Desoutter durante muchos años, tras la Segunda Guerra Mundial. Fue este un periodo de crecimiento, sobre todo por el desarrollo de una nueva gama de productos. El lanzamiento vino acompañado de una novedosa campaña de publicidad que presentaba unas figuras diminutas con mono de trabajo y cabezas de caballo.
Este concepto de un caballo poderoso se desarrolló en muchos anuncios de la marca durante cerca de veinte años. El consejo de dirección de la época decidió que encarnaba realmente la identidad de la empresa.
En 1973, la cabeza de caballo se combinó con el anagrama de Desoutter, que era una copia facsímil de la firma de Louis Albert Desoutter, uno de los fundadores de la empresa.
Para celebrar el centenario de la marca, el diseño gráfico del emblema se ha renovado recientemente.

### Productos
| Herramientas con batería            | Herramientas eléctricas                 | Herramientas neumáticas            | Sistemas de medición | Others                                     |
| ----------------------------------- | --------------------------------------- | ---------------------------------- | -------------------- | ------------------------------------------ |
| Herramientas de batería serie E-LIT | Herramientas EB transductorizadas       | Herramientas neumáticas de apriete | Controladores        | Taladros y roscadoras de avance automático |
| B-Flex                              | Herramientas EB de control de corriente | Remachado                          | Software             | Motores neumáticos                         |
|                                     | Herramientas eléctricas de apriete      | Herramientas de compresión         |                      | Herramientas diversas                      |
|                                     |                                         | Taladros                           |                      | Accesorios                                 |
|                                     |                                         | Roscadoras                         |                      | Soluciones Industria 4.0                   |
|                                     |                                         | Amoladoras/lijadoras               |                      |                                            |

## Más información
- Flight magazine, 29 de marzo de 1913
- Flight magazine, 2 de mayo de 1929
- Flight magazine, 25 de abril de 1952 (Obituary)
- Jackson, A J. British Civil Aircraft since 1919 Volume 2. Putnam, 1973
- Oxford Dictionary of National Biography, Volume15. Oxford University Press, 2004